# Fenylethanoidy

Tyrosol, příklad fenylethanoidu

Fenylethanoidy jsou fenolické sloučeniny, které mají ve svých molekulách struktury odvozené od fenethylalkoholu; příklady jsou tyrosol a hydroxytyrosol.

## Glykosidy
Hluchavka nachová (Lamium purpureum) obsahuje fenylethanoidové glykosidy lamiusid A, B, C, D a E. V bukvici lékařské (Stachys officinalis) se vyskytují fenylethanoidové glykosidy betonyosid A, B, C, D, E a F. V methanolových extraktech z Pithecoctenium crucigerum bylo nalezeno pět fenylethanoidových glykosidů (verbaskosid, izoverbaskosid, forsythosid B, jionosid D a leukosceptosid B), přičemž všechny vykazují aktivitu proti DPPH.
Verbaskosid vytváří esterové vazby se sacharidy.